# Adolfo Urso
Adolfo Urso, född 12 juli 1957 i Padua, är en italiensk politiker. Han var ledamot av Italiens deputeradekammare 1994–2013 och är ledamot av Italiens senat sedan 2018. Han är minister för ekonomisk utveckling i regeringen Meloni sedan 2022.
Urso studerade sociologi vid universitetet La Sapienza i Rom och var sedan verksam som journalist. Den politiska verksamheten inledde Urso i nyfascistiska MSI:s ungdomsorganisation Fronte della Gioventú och var sedan länge parlamentsledamot för Nationella alliansen som slogs samman 2009 med Forza Italia för att bilda Frihetens folk.
Urso bröt med Silvio Berlusconi och Frihetens folk redan 2010. Han följde Nationella alliansens tidigare ledare Gianfranco Fini ut ur det nya partiet och avgick som biträdande minister för ekonomisk utveckling, en ställning han hade innehaft sedan 2009. Därefter anslöt han sig till Finis nya parti Framtid och frihet för Italien. Urso lämnade Finis rörelse redan 2011 och grundade Fareitalia. År 2015 gick han med i Italiens bröder.